# Nathalie Besançon
Pour les articles homonymes, voir Besançon (homonymie).
Nathalie Besançon est une actrice française, née le 15 août 1965.

## Biographie
De 1987 à 1990 elle suit les cours de l'École supérieure d'art dramatique du théâtre national de Strasbourg sous la direction de Jacques Lassalle et Alain Knapp.

## Filmographie

### Cinéma
- 1997 : Plus qu'hier moins que demain de Laurent Achard : Chantal, la femme de Maurice
- 1998 : L'Ennui de Cédric Kahn : Une infirmière
- 1998 : Mon père, ma mère, mes frères et mes sœurs... de Charlotte de Turckheim : Sophie
- 1999 : Le Battement d'ailes du papillon de Laurent Firode : Marie
- 1999 : Ça ira mieux demain de Jeanne Labrune : Céline
- 2001 : La Cage d'Alain Raoust : La juge d'application des peines
- 2002 : Elle est des nôtres de Siegrid Alnoy : la serveuse
- 2002 : L'Enfant du pays de René Féret : Marie
- 2003 : L'Équipier de Philippe Lioret : Jeanne
- 2005 : Je vais bien, ne t'en fais pas de Philippe Lioret : la seconde infirmière
- 2008 : La Journée de la jupe de Jean-Paul Lilienfeld : la ministre de l'Intérieur
- 2009 : Tête de turc de Pascal Elbé : la sœur du veuf
- 2010 : Toutes nos envies de Philippe Lioret : Sophie, la greffière
- 2014 : Les Yeux jaunes des crocodiles de Cécile Telerman : Bérangère, une amie d'Iris
- 2016 : Parenthèse de Bernard Tanguy : Sandrine
- 2022 : La Très Très Grande Classe de Frédéric Quiring : Mlle Lannoy

### Télévision
- 1996 : Les Zèbres
- 1997 : Mes dix-sept ans
- 1997 : Après coups
- 1998 : Mary Lester : "Marée blanche"
- 1999 : Un flic nommé Lecoeur : "Sans papier" et "Princesse"
- 1999 - 2000 : Sauvetage
- 2000 - 2006 : Avocats et Associés : "La damnation rend sourd"
- 2000 : De toute urgence
- 2000 : Maimiti l'enfant des îles
- 2001 : Division d'honneur
- 2001 : Duelles
- 2001 : Hôpital souterrain
- 2002 : Les Cordier, juge et flic
- 2002 : Caution personnelle
- 2003 : Maigret : "Monsieur Lundi"
- 2004 : De nouvelles vies
- 2004 : Père et Maire : "Responsabilité parentale"
- 2004 : Les Jumeaux : "Entre deux étages"
- 2004 : Le Crime des renards
- 2004 : Si j'avais des millions : "Les copains d'abord"
- 2005 : Le procès de Bobigny
- 2005 : Alice et Charlie
- 2005 : Passés troubles
- 2006 : Sœur Thérèse.com
- 2006 : Les Oubliés
- 2006 : Sauveur Giordano : "Rendez moi mon bébé"
- 2006 : L'Embrasement
- 2007 : PJ ( épisode Les bonnes intentions) : Véronique Michelet
- 2007 - 2013 : Enquêtes réservées
- 2007 : Famille d'accueil : "Age tendre"
- 2007 : Répercussions
- 2008 : Le juge est une femme
- 2008 : La Journée de la jupe
- 2008 : Femmes de loi : Necropole
- 2008 : Claire Brunetti
- 2009 : Obsessions
- 2009 - 2021 : Commissaire Magellan
- 2012 : Talons aiguilles et bottes de paille
- 2013 : Joséphine Ange Gardien (Épisode Saison 14 Les Anges) : Florence
- 2014 : Accusé  (Saison 1, épisode 1 : L'histoire d’Hélène) : Manon
- 2014 : La Clef des champs de Bertrand Van Effenterre
- 2015 : Alice Nevers, le juge est une femme
- 2015 : Irresponsable (série télévisée)
- 2018 : Meurtres à Orléans de Jean-Marc Seban : Wagner
- 2018 : Les mystères de la basilique de François Guérin
- 2020 : Cassandre, épisode Temps mort
- 2021 : La Petite femelle de Philippe Faucon
- 2022 : Poulets grillés, téléfilm de Pascal Lahmani : Liliane Charrier
- 2023 : Les Secrets du Finistère de François Basset et Anne Péjean : Valérie Perec
- 2023 : Meurtres sur la côte bleue de Marjolaine De Lécluse : Ingrid Flura
- 2024 : Meurtres à Tournai : Adélaïde Delbeke

## Théâtre
- 1989 : Eux seuls le savent de Jean Tardieu
- 1990 : Les riches heures de Villeneuve d'Alain Knapp
- 1990 - 1991 : Mélite de Pierre Corneille
- 1991 : Baraque foraine de Georges Aperghis
- 1992 : Le café de Rainer Werner Fassbinder
- 1993 : Terres mortes de Franz Xaver Kroetz
- 1994 - 1995 : Maux d'amour de Franz Xaver Kroetz
- 1996 - 1997 : Je ne suis pas toi de Paul Bowles
- 1997 : Haute Autriche de Franz Xaver Kroetz
- 2000 - 2001 : Les noces du pape d'Edward Bond
- 2003 : A vif de Dominique Besnehard

## Distinction
- Festival des créations télévisuelles de Luchon 2005 : Prix d'interprétation féminine pour Le Crime des renards[2]